# Justicia lundellii
Justicia lundellii är en akantusväxtart som beskrevs av Emery Clarence Leonard. Justicia lundellii ingår i släktet Justicia och familjen akantusväxter. Inga underarter finns listade i Catalogue of Life.